# Đu càng
Đu càng là từ lóng mỉa mai quân nhân, chính khách của chế độ cũ Việt Nam Cộng hòa, hoặc được sử dụng để mỉa mai những người ủng hộ họ. Đu càng gắn liền với hình ảnh người lính Việt Nam Cộng hòa đu đưa trên càng đáp của trực thăng quân sự khi họ rút lui, cũng như những người phục vụ chế độ cũ rời bỏ miền Nam vào tháng 4 năm 1975. Hình ảnh "đu càng" đã được truyền thông cách mạng sử dụng như hình ảnh bỏ chạy hèn nhát và đến nay được sử dụng như từ ngữ miệt thị, xúc phạm nhắm vào người Việt chống Cộng hải ngoại.

## Hình tượng

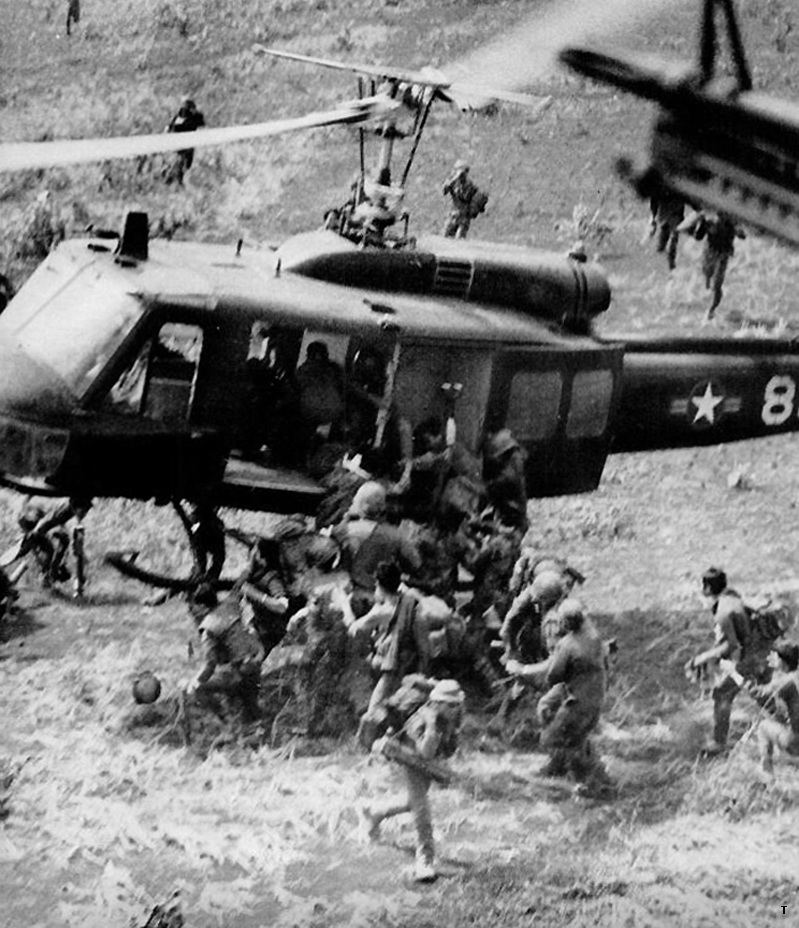
Một toán lính tranh nhau lên máy bay trong Trận An Lộc 1972.

Đu càng liên quan hình ảnh người lính Việt Nam Cộng hòa trong lúc rút chạy đã tranh giành nhau chỗ trên trực thăng, xô đẩy và bám vào càng trực thăng trong khi chiếc trực thăng bay lên cao. Từ ngữ và hình tượng này thường gắn liền với nhau, thường xuyên phát đi phát lại trên các phương tiện truyền thông từ sau ngày 30 tháng 4 năm 1975 nhằm mục đích tuyên truyền, bôi nhọ.
Đu càng chỉ hành động, là động từ và là tính từ, còn những người đu càng được gọi là "đám đu càng". Đu càng là một hành động khó coi trong nhiều hành động khác của binh lính và sĩ quan Quân lực Việt Nam Cộng hòa, như nhảy tàu, vứt súng, lột bỏ quân phục trong thời gian chế độ sụp đổ. Tuy nhiên, "đu càng" đã trở thành từ được dùng nhiều hơn.

## Sử dụng
Truyền thông phe cách mạng đã sử dụng "đu càng" để mỉa mai cho hành động bỏ chạy nhục nhã của binh lính Việt Nam Cộng hòa. Đồng thời, họ cũng mỉa mai việc tháo chạy ra nước ngoài theo giặc nhưng về sau quay đầu chống phá đất nước. Cơ quan Đảng Cộng sản ở Lào Cai đã chỉ trích Việt Tân: "Bản chất của lũ bán nước là thế, ôm càng trực thăng Mỹ bỏ chạy nhưng vẫn đầy tham vọng."
Vào năm 2022, trước hoạt động chính trị chống đối chính quyền Việt Nam của tổ chức Việt Tân, truyền thông chính phủ Việt Nam đã chỉ trích tổ chức này. Họ diễn giải và phân tích lịch sử về cuộc đấu tranh giải phóng dân tộc, chống lại đế quốc và những người Việt cộng tác. Việt Tân bị xem là đã xuyên tạc lịch sử công cuộc đấu tranh này, và bị mỉa mai bằng hình tượng "đu càng". Hành động của Việt Tân bị xem là hành động của loài vật leo cây. Không chỉ truyền thông của chính phủ Việt Nam, những người ủng hộ cách mạng, ủng hộ Đảng Cộng sản Việt Nam, thường được gọi là "cuồng Cộng" cũng đã dùng cụm từ này để trêu ghẹo những người có khuynh hướng chống Đảng, chống Nhà nước Việt Nam hiện tại.
Vào năm 2021, chế độ thân Mỹ ở Afghanistan sụp đổ, những người liên quan đến chế độ này đã bỏ chạy tán loạn. Họ đeo bám vào các máy bay để rời khỏi đất nước. Báo chí Việt Nam đã có bài viết mỉa mai và gọi đó là "đu càng".

## Chỉ trích
Đối với những người có quan điểm chính trị chống đối Đảng và chính phủ Việt Nam, những người bất đồng chính kiến trong và ngoài nước, họ xem đây là một từ miệt thị, xúc phạm. Từ này được sử dụng từ những người bị gọi là cờ đỏ, dư luận viên. Hiện tượng này diễn ra khắp internet. Những người chống Cộng cũng chỉ trích hiện tượng các chính khách cộng sản cũng "đu càng" qua Mỹ và các nước tư bản khác để cầu xin viện trợ.